# Piu mosso
Met de muziekterm piu mosso (ook wel più mosso, uit het Italiaans: 'meer beweging') wordt doorgaans een verhoging van het tempo van de te spelen of zingen muziek aangeduid. 
Een 'piu mosso'-passage wordt doorgaans sneller uitgevoerd dan het voorgaande tempo. De term kan echter ook betrekking hebben op de beweeglijkheid zelf zonder dat het tempo hoger wordt. Deze 'beweeglijkheid' kan bijvoorbeeld tot uiting komen in meer tonen per teleenheid, het invoeren van snellere notenwaarden (zoals triolen in stukken met louter achtste noten), het toepassen van rubato, of het toepassen van meer dynamiek. Ook de orkestratie kan van invloed zijn op de ervaring van het 'piu mosso'.
De term wordt pas vanaf de muziek uit de klassieke periode veelvuldig gebruikt. Vooral in werken uit de romantiek komt de aanduiding veelvuldig voor. De tegenhanger van deze aanwijzing is meno mosso.